# X Window Display Manager

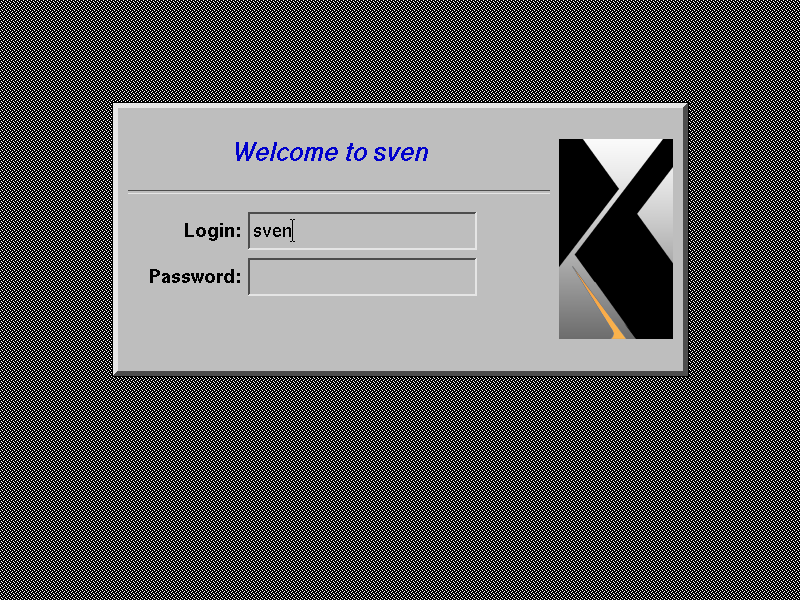
XDMログイン画面のスクリーンショット

X Window Display Manager（XDM）は、X Window System のデフォルトのXディスプレイマネージャ。実用本位で装飾や追加機能は持たない。1988年10月の X11 Release 3 で、市場に出回り始めたX端末のために導入された。作者はキース・パッカード。
あまりユーザーフレンドリーではないため、GNOMEではGNOME ディスプレイマネージャー (GDM)、KDEではKDEディスプレイマネージャ (KDM)、Enlightenmentでは Entrance が代替のXディスプレイマネージャとして使われている。